# Ludo Hellinx
Ludo Hellinx (Sint-Truiden, 30 mei 1955) is een Vlaamse acteur.

## Carrière
Hellinx studeerde een jaar rechten en werd daarna acteur. Hij speelde Felix Haantjes in Postbus X en in Interflix, de spin-off van Postbus X. Hellinx speelde van 1999 tot 2009 Raymond Jacobs in de politieserie Flikken. Mark Tijsmans (personage Wilfried Pasmans) en hij waren de enigen die in alle seizoenen van de serie voorkwamen.
Hellinx speelde gastrollen in onder meer Recht op Recht, Hallo België!, Alexander, Windkracht 10 en LouisLouise (als vader van Kaat). Hij speelde in 1998 zakenman in F.C. De Kampioenen en kreeg in 2003 een vaste gastrol als militair Senne Stevens.
Voorts vertolkte Hellinx in 2007 de rol van Marcel Kiekeboe in de theatervoorstelling Baas boven baas. In het najaar van 2009 speelde hij circusdirecteur in de Studio 100-productie Dobus en in dat jaar had hij ook een gastrol in De Rodenburgs. In 2010 dook hij in deze serie nogmaals op als Antoine. Hellinx kreeg in november 2012 een dagelijkse rol in Familie.

## Privé
Hellinx is getrouwd en heeft twee zonen.

## Films en series
- Mijn Vriend (1979)
- De Nieuwe Mendoza (1980) - Lamme
- Het Pleintje (1986) - Agent Schellemans
- Merlina (1985-1986, 1987) - Ramon de Ramanas
- Omtrent Marleen (1989)
- Langs de Kade (1990)
- Het Volle Leven (1990) - Emiel
- Postbus X (1988-1992) - Felix Haantjes
- Moeder, waarom leven wij? (1993) - Cafébaas
- Familie Backeljau (1993) - Postbode
- Niet voor Publikatie (1995) - Tuinman
- Heterdaad (1996) - Pastoor
- De Kotmadam (1997) - Schatter
- Interflix (1994-1997) - Felix Haantjes
- Hof Van Assisen (1998) - Bert Buysse
- Charlotje (1998)
- De Jacques Vermeire Show (1998)
- Wittekerke (1998) - Baron
- F.C. De Kampioenen (1998) - Zakenman van Thillo
- Une sirène dans la nuit (1999) - Taximan
- W817 (2000) - Agent
- Windkracht 10 (1999) - DOVO-militair
- Miss Maria (2000)
- Recht op Recht (2000) - Dockx
- Une chinoise sous le fusil de la gestapo (2001)
- De Nationale Test (2001) - Zichzelf
- Droge voeding, kassa 4 (2001)
- De Vermeire Explosion (2001)
- Les Monos (2001)
- FC De Kampioenen (2002-2004, 2007-2009) - Senne Stevens
- Alexander (2002) - Verplancke
- Lili en Marleen (2003) - Mon
- Feest! 50 jaar televisie (2003) - Zichzelf
- Hallo België! (2005) - Theo
- Matroesjka's (2005) - Nelson Nilis
- Urbain (2005) - Raymond
- Rupel (2005) - Maurits Vercauteren
- Tsunami 12-12 (2005) - Zichzelf
- Dobus (2009) - Circusdirecteur
- Familie (2009) - Bruno Bostoen
- Flikken (1999-2009) - Raymond Jacobs
- LouisLouise (2009) - Jozef Coucke
- Blanc Comme Neige (2010) - Autoverkoper
- Zone Stad (2010) - Marcel
- De Kotmadam (2010) - Leo
- De Rodenburgs (2009-2011) - Antoine Libeert
- Aspe (2011) - Vader Christiaenen
- Mega Mindy (2011) - Oplichter / Professor
- Kiekens (2012) - Directeur Roger Kuikens
- Familie (2012-2023) - Patrick Pauwels
- Karkas (2012) - Geert
- Vermist IV (2012) - Willem Borremans
- Crimi Clowns (2012) - Bruno
- ROX (2012) - CEO Rudolf Tiller
- De Kotmadam (2012) - Marcel
- Crème de la Crème (2013) - Vastgoedmakelaar
- Danni Lowinski (2013) - Conciërge
- Marina (2013) - Schoolhoofd
- Binnenstebuiten (2013) - Lode Aerts
- Hotel Transylvania (2013)
- Spitsbroers (2015) - Wauman
- F.C. De Kampioenen 2: Jubilee General (2015) - Cipier
- Professor T. (2015) - Hubert Seldeslaghs
- De Kotmadam (2018) - Armand
- Urbanus: De vuilnisheld (2019) - Jef Patat (stem)
- Shorts After Dark (2019) - Geert
- De Kotmadam (2022) - Karel
- Milo (2025) - Hoofdinspecteur Decorte